# David Segal
David Segal, född 20 mars 1937 i London, är en brittisk före detta friidrottare.
Segal blev olympisk bronsmedaljör på 4 x 100 meter vid sommarspelen 1960 i Rom.